# Hervormde kerk (Eext)
De Kerk van Eext  is een eenvoudige zaalkerk uit de 19e eeuw in het Drentse dorp Eext. De kerk is in 1991 aangewezen als rijksmonument. 
Eext was eeuwenlang deel van de parochie in Anloo. Pas in 1841 werd het dorp een zelfstandige kerkelijke gemeente. Het kerkje werd gebouwd als waterstaatskerk. Het gebouw heeft een omlijste ingang en een puntgevel met daarop een opengewerkte dakruiter.  
Van binnen heeft de kerk een gepleisterd tongewelf. De preekstoel is uit het bouwjaar van de kerk. Aan de trap hangt een koperen doopbekken. Het orgel stamt uit 1911 en is gebouwd door J. Dekker uit Goes.